# Лисенко Володимир Володимирович
Володи́мир Володи́мирович Ли́сенко (нар. 20 квітня 1988, Київ) — український футболіст, нападник ковалівського «Колоса». У минулому — гравець молодіжної збірної України.

## Клубна кар'єра
,Вихованець київських футбольних шкіл ЦСКА та «Динамо».
З футбольної школи «Динамо» у 2005 році потрапив до другої команди клубу. В іграх у Вищій лізі чемпіонату України за основний склад київського «Динамо» дебютував 17 червня 2007 року. А наступного місяця вийшов в основному складі матчу за Суперкубок України, у якому допоміг киянам здобути трофей. Проте через високу конкуренцію на позиції форварда не зміг закріпитися в динамівській «основі» й на початку 2008 року був відданий в оренду до київського «Арсенала», у складі якого провів півтора сезони.
На початку сезону 2009/10 Лисенко повернувся до «Динамо», однак провівши лише одну гру за дублювальний склад команди, після непростих переговорів поїхав до харківського «Металіста», який викупив його контракт.

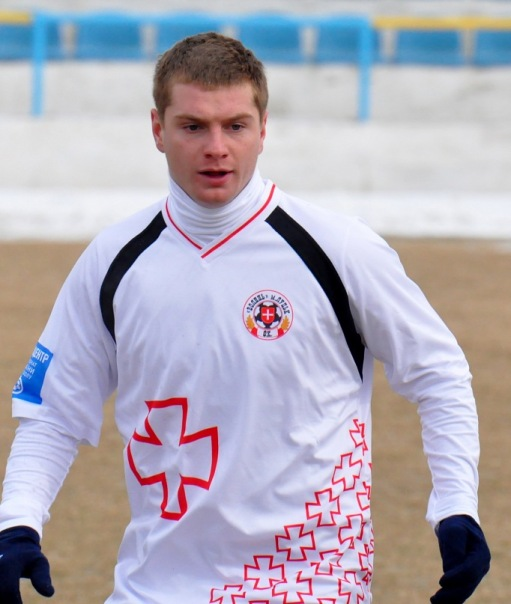
Володимир Лисенко під час виступів за «Волинь». 2011 рік

У харківському клубі Лисенко став час-від-часу виходити на поле, зігравши в першому сезоні 14 матчів у Прем'єр-лізі, проте з літа 2010 року втратив місце в основному складі і став виступати в молодіжному чемпіонаті.
21 лютого 2011 був відданий в оренду до «Кривбаса», однак уже за тиждень перейшов в оренду до «Волині».
Після закінчення строку дії оренди, Лисенко повернувся до «Металіста» і провів із командою літні збори, однак знову команді не підійшов і 14 липня 2011 року знову був відданий в оренду у «Кривбас» із Кривого Рогу, у якому провів цілий сезон, зігравши у 18 матчах чемпіонату.
Улітку 2012 року Володимир повернувся до Харкова, де за півроку зіграв ще у трьох матчах чемпіонату, після чого 19 січня 2013 року на правах оренди до кінця сезону перейшов в ужгородську «Говерлу». У складі «закарпатців» дебютував 3 березня й відразу відзначився голом у воротах «Зорі» і став основним форвардом команди. Протягом року провів в ужгородській команді 25 матчів і забив три голи.
На початку 2014 року на правах вільного агента підписав контракт на 2,5 роки із «Севастополем». Однак у червні 2014 року клуб припинив своє існування й Лисенко знову став вільним агентом.
На сезон 2014/15 Прем'єр-ліги був заявлений за клуб-дебютант «Олімпік» (Донецьк). Узимку 2016/17 залишив «Олімпік» після завершення терміну контракту.
10 лютого 2017 року було офіційно оголошено про підписання контракту з чернігівською «Десною».
У вересні 2017-го перейшов до лав ковалівського «Колоса», з яким у сезоні 2018/19 здобув право виступати в УПЛ.  Вийшовши на поле у матчі першого туру сезону 2019/20 проти «Маріуполя» (2:1), встановив рекорд — Лисенко зіграв за 9 клубів у вищій українській лізі. За шість сезонів у футболці «Колоса» зіграв за клуб 131 гру і забив 26 голів.

## Виступи за збірні
До збірних команд України почав викликатись у 15-річному віці. Дебютував у формі збірної у грі юнацької команди U-15 проти молдовських однолітків 12 травня 2003 року (перемога 1:0). З того часу регулярно виступав у юнацьких та молодіжних збірних України різних вікових категорій.
У складі молодіжної збірної України U-21 провів дебютну гру 21 серпня 2007 року проти однолітків з Ізраїлю (нічия 1:1). Усього за «молодіжку» провів 24 матчі, у яких забив 4 м'ячі.

## Досягнення
- Чемпіон України: 2006/07
- Володар Кубка України: 2006/07
- Володар Суперкубка України: 2007